# Retrato de un joven sosteniendo un medallón
El Retrato de un joven con un medallón o Retrato de un joven sosteniendo un medallón (también conocido como Retrato de un joven con un medallón del Trecento ) es una pintura del maestro renacentista italiano Sandro Botticelli. Por su estilo, se estima que fue pintada alrededor de 1480. Se desconoce la identidad del retratado, pero los analistas sugieren que podría pertenecer a la familia Médici, ya que Lorenzo de Médici fue uno de los principales benefactores del artista.

## Descripción
Se cree que la pintura, probablemente completada hacia 1480, representa los ideales de belleza  de la alta sociedad florentina renacentista. El jubón del joven es de una calidad sencilla y fina, con un color azul muy raro en la época. La obra fue pintada al temple sobre madera de álamo con un ancho de 38,9 cm y una altura de 58,7 cm. La figura del santo barbudo en el medallón del trecento se añadió tras la finalización del retrato y se cree que es un original de Bartolomeo Bulgarini, también conocido como el "Maestro Ovil". El medallón es muy similar a otras obras de Bulgarini  y se presume que fue recortado de una tabla originalmente rectangular del siglo XIV. El joven aparece frente al marco de una ventana en el que el artista ha creado una serie de planos de color. El marco interior es de un gris uniforme, y parece tener un tono azulado brillante a la izquierda y uno gris más oscuro a la derecha, de modo que los colores parecen cambiar de izquierda a derecha.  Uno de los dedos del joven, que sostiene el medallón desde abajo, reposa sobre una franja gris brillante en la parte inferior. La mano actúa como un trampantojo que crea la ilusión de que el medallón se encuentra en otro nivel dentro de la pintura.

## Historia y propiedad
El primer registro moderno de la pintura data de 1938, cuando era propiedad del barón Newborough de Caernarvon. En aquel momento, el comerciante de arte Frank Sabin  visitó la finca de Newborough y evaluó el valor de la pintura. Lord Newborough desconocía el valor real de la pieza, por lo que Sabin logró comprarla a un precio relativamente bajo. Los historiadores del arte asumieron que la pintura pasó a manos de la familia Newborough cuando el primer barón Newborough, Thomas Winn, vivió en Florencia, Italia entre 1782 y 1791.
Sabin vendió el retrato al coleccionista Sir Thomas Merton en 1941 por una suma de cinco cifras. Durante la propiedad de Merton, el retrato fue descrito por primera vez como una obra de Botticelli. La atribución a Botticelli se puso en duda más tarde, ya que las monografías prominentes sobre Botticelli no incluían el retrato en sus listas. Actualmente, la mayoría de los historiadores del arte aceptan la atribución a Botticelli. Si bien la familia Merton poseía el retrato, se convirtió en el tema de un cartel para una Exposición de Arte Italiano de la Real Academia de las Artes en 1960. En 1982, los descendientes de Merton vendieron la pintura por 810.000 libras esterlinas en una subasta en Christie's.
Después de que Sheldon Solow comprara la pieza en 1982, el retrato fue prestado a importantes museos, incluido el Museo Metropolitano de Arte de Nueva York, la National Gallery de Londres y el Museo Städel de Frankfurt, donde se exhibió en una exposición de Botticelli en 2009-2010. En enero de 2021, el retrato se vendió en una subasta en Sotheby's Nueva York por más de US$ 92,2 millones a un coleccionista que hablaba ruso. El precio por la pintura fue el más alto pagado por un Botticelli y el más alto por una obra de un antiguo maestro desde la venta del Salvator Mundi de Leonardo da Vinci en 2017.